# Großsteingrab Pinnesgrab
Die Reste des Großsteingrabes Pinnesgrab (dänisch: Pinnesgrav) befinden sich südlich von Satrup in einem Wald namens Rehbergholz, gehören also zum Kreis Schleswig-Flensburg in Schleswig-Holstein. Die Megalithanlage der Trichterbecherkultur (TBK) entstand zwischen 3500 und 2800 v. Chr.
Es handelt sich um ein rechteckiges Hünenbett in ostwestlicher Richtung mit zwei Kammern. Die Ausmaße der Einfassung betragen 33 × 6,5 m.
Im Ostteil des Hünenbettes befindet sich ein schräg querstehender erweiterter Dolmen, dessen Zugang wahrscheinlich im Süden lag. Vorhanden ist lediglich ein Trägerpaar und ein abgeschleppter Deckstein. Reste einer zweiten Kammer finden sich im Westteil der Einfassung.
Bis zum Ende des 19. Jahrhunderts pilgerten die Einwohner der umliegenden Dörfer in der Frühe des Pfingstsonntags zu diesem Grab, um unter Musik mit Kaffee und Kuchen ein fröhliches Gelage abzuhalten.
Im „Atlas der Megalithgräber Deutschlands“ von Ernst Sprockhoff wird das Großsteingrab als „Sprockhoff 40“ geführt.

Pinnesgrab
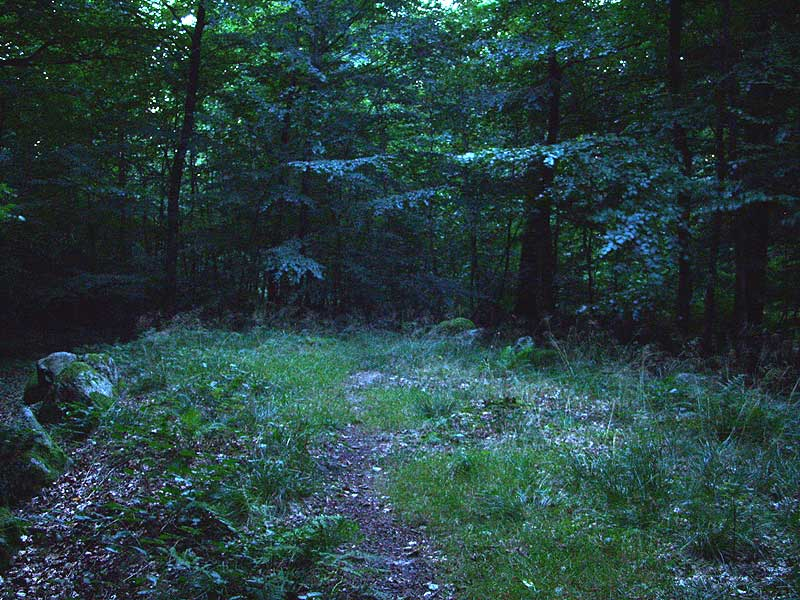
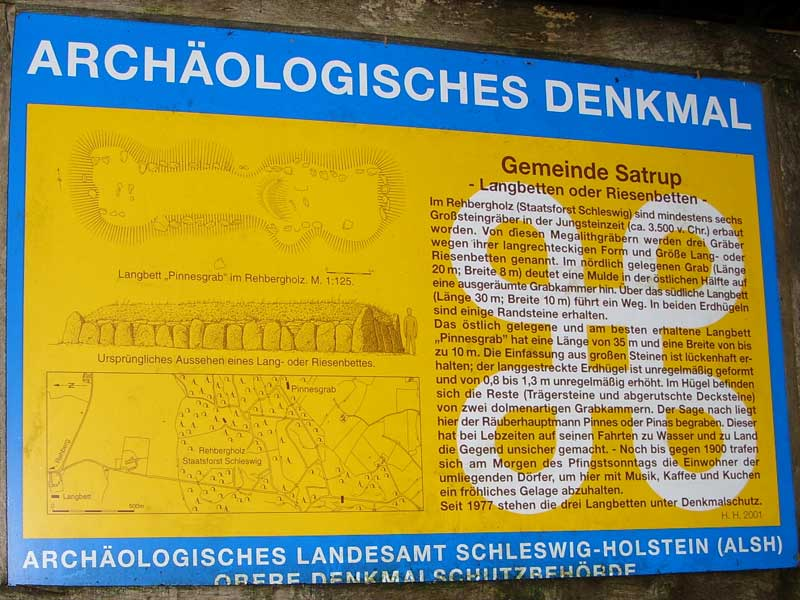
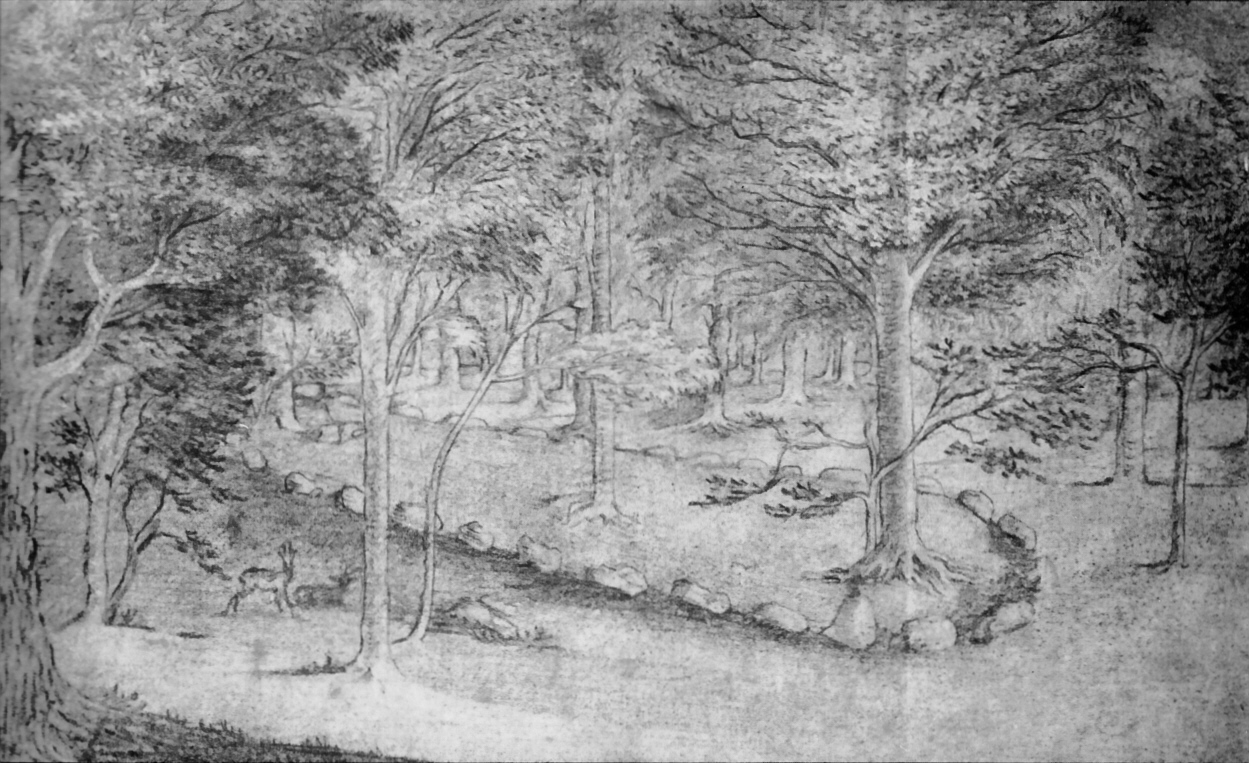